# Мазовија
Мазовија (лат. Mazovia, пољ. Mazowsze — Мазовше) је историјска област у Пољској. Налази се у Средњоевропској низији, између Лођа и Бјалистока. Незванична престоница области и највећи град је Варшава. Мазовија је развила посебну поткултуру, са приметним разликама у народној ношњи, народним песмама и традицији у односу на остале Пољаке.
Историјска Мазовија је постојала од средњег века до Подела Пољске и састојала се од три војводства чије су престонице биле Варшава, Плоцк и Рава Мазовјецка. Главни град области био је Плоцк; међутим, у раном новом веку као најзначајији град области Плоцк је заменила Варшава која је постала престоница Пољске. Од 1138, Мазовијом је владала посебна грана династије Пјастовић, и када је последњи владар независног Мазовског војводства умро (из мазовског огранка Пјастовића), оно је 1526. директно подређено пољском краљу. Између 1816. и 1844. након поделе Пољске, у оквиру Царске Русије постојала је Мазовјецка губернија (рус. Мазовецкая губерния), она је обухватала јужни део историјске области, али и Ленчицко војводство и југоисточну Кујавију.
Границе данашњег Војводства мазовског, које је створено 1999. не одговарају старим границама Мазовије, јер се изван војводства налазе историјски мазовски градови Ломжа и Лович, а укључени су историјски малопољски градови Радом и Сједлице.